# Phthiria
Phthiria är ett släkte av tvåvingar. Phthiria ingår i familjen svävflugor.

## Dottertaxa tillPhthiria, i alfabetisk ordning[1][2]
- Phthiria alberthessei
- Phthiria albida
- Phthiria albogilva
- Phthiria aldrichi
- Phthiria amplicella
- Phthiria asiatica
- Phthiria atriceps
- Phthiria austrandina
- Phthiria aztec
- Phthiria barbatula
- Phthiria brunnescens
- Phthiria cana
- Phthiria canescens
- Phthiria chilena
- Phthiria cingulata
- Phthiria cognata
- Phthiria compressa
- Phthiria conocephala
- Phthiria consors
- Phthiria conspicua
- Phthiria crocogramma
- Phthiria dolorosa
- Phthiria exilis
- Phthiria fallax
- Phthiria fasciventris
- Phthiria freidbergi
- Phthiria freyi
- Phthiria fulva
- Phthiria gaedii
- Phthiria gracilis
- Phthiria grisea
- Phthiria hesperia
- Phthiria homochroma
- Phthiria hypoleuca
- Phthiria incisa
- Phthiria inconspicua
- Phthiria lacteipennis
- Phthiria laeta
- Phthiria lanigera
- Phthiria lazaroi
- Phthiria lucidipennis
- Phthiria lurida
- Phthiria maroccana
- Phthiria merlei
- Phthiria minuta
- Phthiria mixteca
- Phthiria mongolica
- Phthiria namaquensis
- Phthiria nigribarba
- Phthiria nitidigena
- Phthiria olmeca
- Phthiria ombriosus
- Phthiria ovalicornis
- Phthiria pilirostris
- Phthiria pubescens
- Phthiria pulchella
- Phthiria pulchripes
- Phthiria pulicaria
- Phthiria pulicarius
- Phthiria pulla
- Phthiria quadrinotata
- Phthiria rhomphaea
- Phthiria salmayensis
- Phthiria scutellaris
- Phthiria simmondsii
- Phthiria simonyi
- Phthiria socotrae
- Phthiria stictica
- Phthiria subnitens
- Phthiria tinctipennis
- Phthiria toltec
- Phthiria tricolor
- Phthiria tristis
- Phthiria umbripennis
- Phthiria vagans
- Phthiria variegata
- Phthiria varipes
- Phthiria virgata
- Phthiria xanthaspis